# The Great Divide (1929)
The Great Divide é um filme de faroeste produzido nos Estados Unidos e lançado em 1929.